# 26ª Brigata missilistica "Neman"
La 26ª Brigata missilistica "Neman" (in russo 26-я ракетная Неманская бригада?, 26-ja raketnaja Nemanskaja brigada, unità militare 54006) è un'unità di artiglieria missilistica delle Forze terrestri russe, subordinata alla 6ª Armata combinata del Distretto militare di Leningrado e con base a Luga.

## Storia
La brigata è stata costituita il 20 luglio 1988 a Sovetsk come 463ª Brigata missilistica (unità militare 52512), sulla base di battaglioni missilistici distaccati dalle divisioni di fanteria dell'11ª Armata delle guardie. L'unità era inizialmente armata con missili tattici OTR-21 Točka-U. Il 30 luglio 1993, in seguito allo scioglimento della 149ª Divisione artiglieria, la brigata ne ereditò i titoli e le onorificenze ottenuti durante la seconda guerra mondiale e venne ribattezzata 26ª Brigata missilistica. Nel 1994 venne trasferita presso l'attuale sede di Luga.
A partire dal 2022 la brigata ha preso parte all'invasione russa dell'Ucraina. Il 19 agosto 2023 la brigata ha lanciato un attacco missilistico contro il teatro di Černihiv, compiendo un crimine di guerra e provocando vittime civili pari a 7 morti, fra cui un bambino, e 214 feriti. Il 5 giugno 2025 le forze ucraine hanno colpito un sito di lancio dei missili Iskander della brigata nell'oblast' di Brjansk, uccidendo 14 militari, fra cui il comandante di un battaglione, tenente colonnello Oleg Podozerov.

## Struttura
- Comando di brigata
- 1º Battaglione missilistico tattico
- 2º Battaglione missilistico tattico
- 3º Battaglione missilistico tattico
- Battaglione tecnico
- Battaglione logistico
- Batteria comando

## Comandanti
- Colonnello Pavel Rusakov (2019 - 2023)[4]